# 난 자꾸 말을 더듬고 잠드는 법도 잊었네
《난 자꾸 말을 더듬고 잠드는 법도 잊었네》는 2010년 7월 17일 발매된 쏜애플의 정규 1집 앨범이다. 500장 한정으로 초판이 발매되었고, 이후 2012년 12월 14일에 1000장 한정 리마스터판이, 2013년 7월 2일에 디지털 패키지로 발매되었다.
입대 전에 유의미한 결과물을 내놓고 군대에 가자는 일념 하에 그동안 발표한 곡을 끌어모아 발표하였다. 연주곡인 피어나다와 청색증을 제외하고는 모두 앨범 발매 전에 공연에서 발표한 바 있다. 발매 기념으로 클럽 바다비에서 쇼케이스를 가지고, 일주일 후 클럽빵 공연을 마지막으로 베이시스트 심재현이 공군에 입대하였고 뒤이어 윤성현도 공군에 입대하였기 때문에 본인들도 큰 기대를 가지지 않았으나, 은근한 입소문을 타고 1년 여만에 품절되었다.

## 수록곡
| #            | 제목                                   | 작사·작곡    | 재생 시간 |
| ------------ | -------------------------------------- | ------------ | --------- |
| 1.           | 〈피어나다〉                           | 심재현       | 2:07      |
| 2.           | 〈오렌지의 시간〉                      | 윤성현       | 3:36      |
| 3.           | 〈빨간 피터〉                          | 윤성현       | 4:02      |
| 4.           | 〈아가미〉                             | 윤성현       | 5:08      |
| 5.           | 〈도롱뇽〉                             | 윤성현       | 4:47      |
| 6.           | 〈청색증〉                             | 윤성현       | 3:46      |
| 7.           | 〈너의 무리〉                          | 윤성현       | 4:06      |
| 8.           | 〈플랑크톤〉                           | 윤성현       | 5:56      |
| 9.           | 〈이유〉                               | 윤성현       | 5:03      |
| 10.          | 〈매미는 비가 와도 운다〉 (뮤직비디오) | 윤성현       | 5:09      |
| 총 재생 시간 | 총 재생 시간                           | 총 재생 시간 | 43:40     |